# 香港独立運動

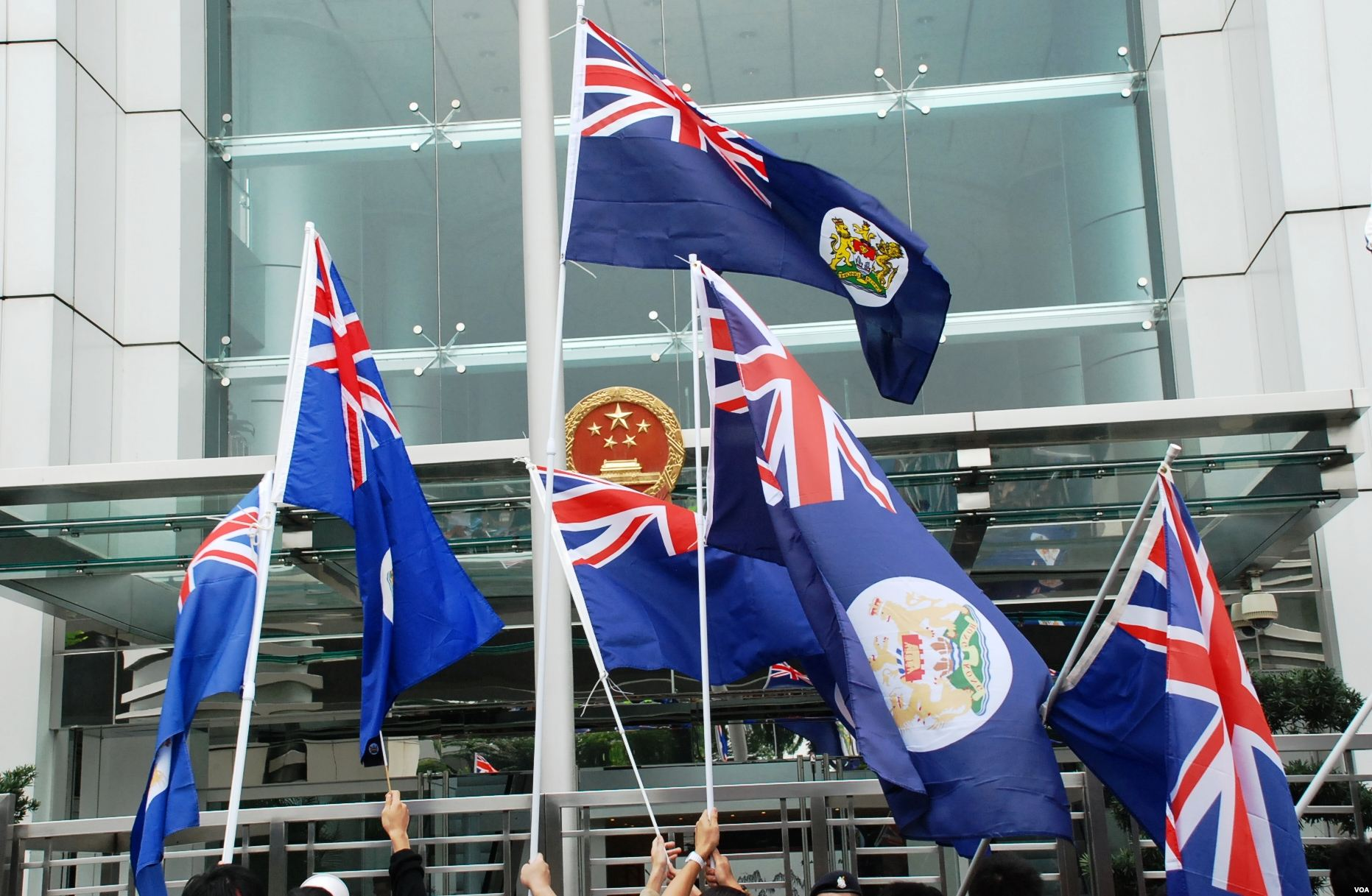
デモ隊が中央政府駐香港連絡弁公室の前で港英旗を掲げた様子（2012年）

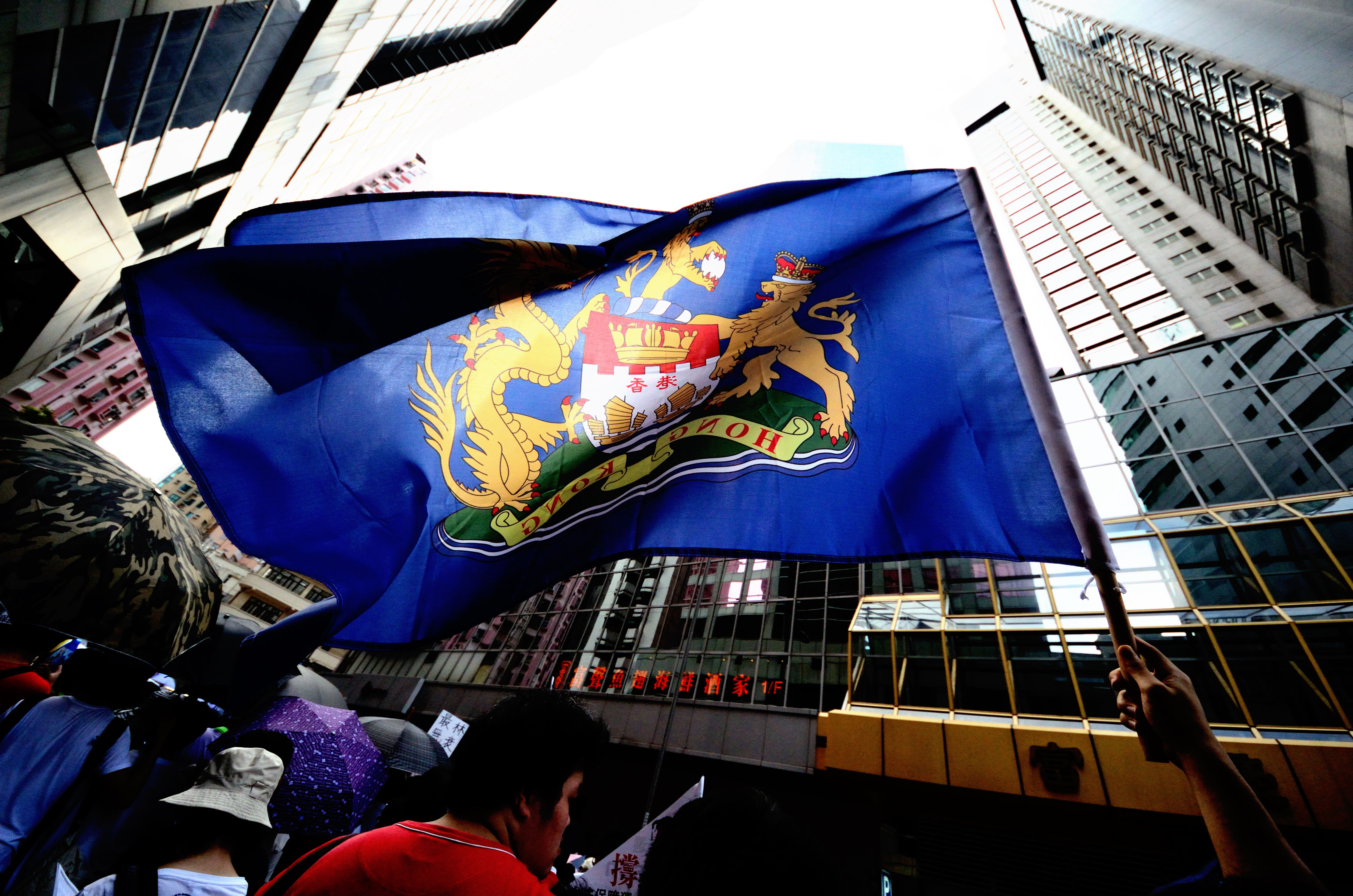
2011年の七一大遊行で掲げられた龍獅旗

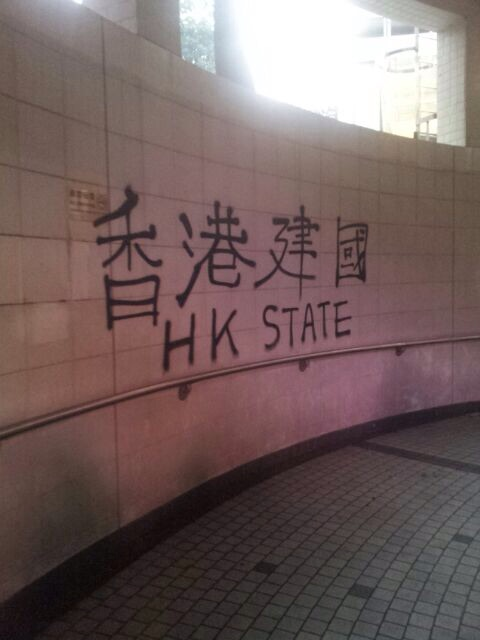
「香港建国」と落書きされた壁

香港独立運動（ホンコンどくりつうんどう、繁体字中国語: 香港獨立運動、簡体字:香港独立运动）は、香港に香港人が主権を有する独立国家を建設する事を目指した政治運動。略称は港独（港獨）。

## 概要
香港主権移譲以降、多くの香港人は中国共産党による影響下にある特別行政区において、法治、自由、民主主義、経済の面で懸念を表明しており、一部はシンガポールのような独立した都市国家になることを求めている。
香港大学の調査によると、香港独立に賛成する香港人は2005年時点で22%だったが、2007年時点で25%に上昇している。反面、香港独立に反対する香港人は64.7%にのぼる。一国二制度の50年間の保証が失効する2047年の時点で、中国共産党による中華人民共和国の一党独裁が続いていた場合は独立を支持する香港人は33%にのぼる。
なお、完全な独立を求めるという点において香港自治運動とは異なる。
2008年のラトビアのドキュメンタリー映画ソビエト・ストーリーは、ソ連と共産主義知られざる悪を暴き、ロシアや中国に対する好感度の低下を招いた。この映画は香港にTVBで放送された。
ノーベル平和賞受賞者の劉暁波は自著『統一就是奴役...劉曉波論臺灣、香港及西藏』において、大一統と中国民主化は両立できず、チベット、台湾、香港は独立させるべきだと主張した。中国民主化活動家の中で分裂を認める言論を諸夏主義という。
2016年、香港の本土派の中でも明確に独立を主張する香港独立党が誕生したが、2018年9月23日に香港政府から活動禁止を命じられた。政治団体への禁止命令は、1997年の香港主権移譲後では初めてとされる。
劉仲敬は「中国社会が崩壊しないと中国共産党は崩壊しないので、中国社会全体が崩壊して初めて香港は自由になれる」「広東省が独立しないと香港は安全ではない」と述べている。

### 国家安全法成立後
2020年に国家安全法が成立すると、香港独立の主張は違法行為となっている。
- 2020年7月1日には、香港で「独立」の旗を掲げ初の逮捕者がでた[6]。
- 2021年11月12日、香港の「キャプテン・アメリカ2.0（広東語: 美國隊長 (香港)#第二代美國隊長：馬俊文）」と呼ばれていた馬俊文（当時31歳）が、香港の商業施設などで中国からの独立を主張するスローガンを叫んだり、プラカードを掲げたことで禁錮5年9か月の実刑判決となった[7][8]。2021年7月には、唐英傑（広東語版）が「香港を取り戻せ」と書かれた旗を掲げてバイクで警官にぶつかったことで懲役9年の実刑判決となっている[9][10]。

## 沿革
- 1967年5月6日 - 六七暴動にて、中国共産党員および左派による英国植民地政府に対する暴動が発生。
- 1984年12月19日 - 英中共同声明にて、イギリスは1997年7月1日に香港の主権を中国に返還し、香港は中国の特別行政区となることが発表された。
- 1989年6月4日 - 六四天安門事件が発生。中国政府が確約した民主主義に対する不安が広がり、イギリス連邦内の移民ブームが起こった。
- 1997年7月1日 - 香港主権移譲。
- 2010年 - 2012年香港政治制度改革（英語版、中国語版）にて、2007年全国人民代表大会常務委員会の決定に基づき、行政長官および立法会の選挙制度を改革。
- 2012年 - 孔慶東香港人侮辱事件が発生。
- 2014年 - 2014年香港反中デモおよび2014年香港反政府デモが発生。
- 2014年 - 香港独立旗（Hong Kong Independence香港独立）が最初にパレードに登場。社会活動家鄭俠 Paladin Chengが旗を振った。
- 2016年 - 香港独立を主張する政治団体香港民族党が成立。

## 香港独立派の政党、団体
- 香港独立党
- 香港民族党
- 学生独立連盟
- 学生動源
- 香港民族陣線

## 関連書籍
- 香港民族論
- 香港城邦論（中国語版）
- 香港独立論